# بول ميتشيل (سياسي)
بول ميتشيل (بالإنجليزية: Paul Mitchell)‏ هو مسير أعمال وشخصية أعمال وسياسي أمريكي، ولد في 14 نوفمبر 1956 في بوسطن في الولايات المتحدة. حزبياً، نشط في الحزب الجمهوري. في انتخابات مجلس النواب الأمريكي 2016، انتخب عضو مجلس النواب الأمريكي عن دائرة الدائرة الكونغرسية العاشرة لميشيغان ‏ وقد انضم خلال فترته النيابية ‏ (3 يناير 2017 – 3 يناير 2019) للكتلة البرلمانية الحزب الجمهوري وانتخب عضو مجلس النواب الأمريكي (3 يناير 2017 – ) وانتخب عضو ‏.

## وصلات خارجية
- الموقع الرسمي